# Pseudoprospero
Pseudoprospero es un género de plantas con flores y el único miembro de la subfamilia Pseudoprospereae, perteneciente a la familia Hyacinthaceae. Su única especie: Pseudoprospera firmifolium, es originaria  del Sudáfrica.

## Descripción
La única especie de la tribu,  presenta 2 óvulos por carpelo, 1 semilla por lóculo y número básico n=9.